# Uwe Dotzauer

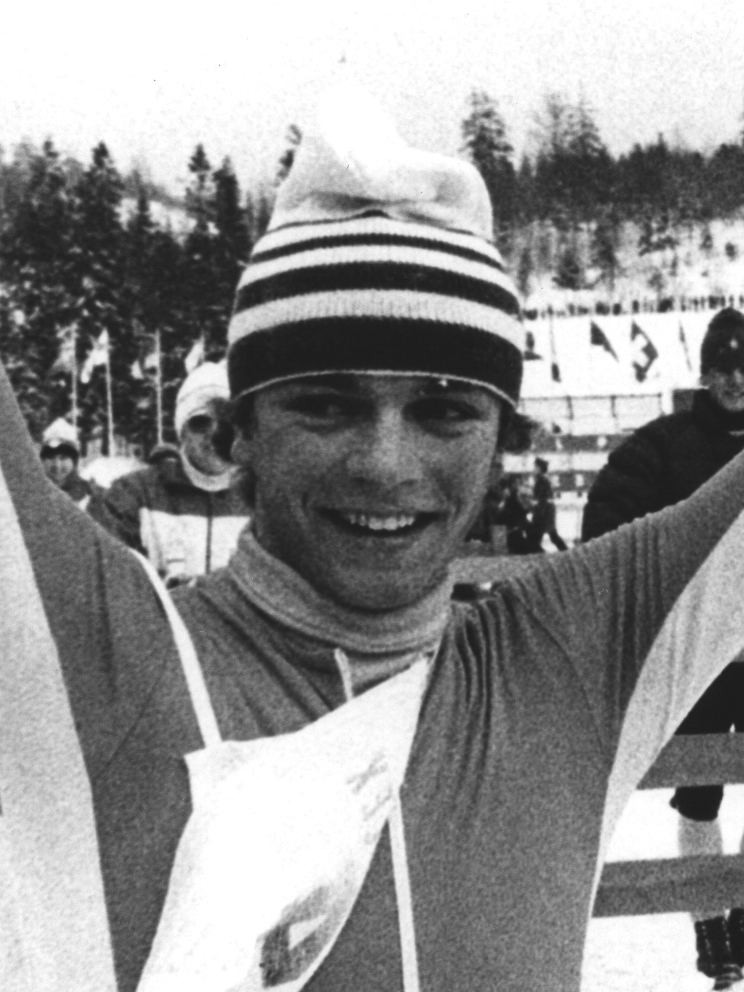
Uwe Dotzauer (1980)

Uwe Dotzauer, född 19 februari 1959, är en tidigare östtysk nordisk kombinationsåkare som tävlade 1977-1987. Han tog två medaljer vid världsmästerskapen 1982 i Oslo då han ingick i det östtyska lag som vann guld på 3 x 10 kilometer samt brons på 15 kilometer individuellt.
Dotzauer vann tävlingen i nordisk combination vid Holmenkollen skifestival 1980. Han deltog två gånger i olympiska vinterspelen, och slutade femma 1980 och sjua 1984.
Dotzauer vann även en tävling i Seefeld, Tirol, Österrike 1983.